# Agua Azul, Honduras
Agua Azul är en ort i Honduras.   Den ligger i departementet Departamento de Cortés, i den västra delen av landet, 120 km nordväst om huvudstaden Tegucigalpa. Antalet invånare är 1 079. Den ligger vid sjön Lago de Yojoa.